# Pět draků vodáků
Pět draků vodáků je československý večerníček z roku 1981.

## Hlavní postavy
Hlavními postavami večerníčku je pět vodních draků nosících jména Sprchola, Mejdloun, Karmovan, Pumpulín a Kartáčník. Jejich jména vystihují jejich vodní schopnosti, Karmovan ohřívá vodu, Kartáčník kartáčuje, Sprchola umí sprchovat. Když byli malí, našel je kluk Horymír v potoce a odvezl je k rybníku Mokrouši.

## Seznam dílů
- Jak se stal Horymír plavčíkem
- Jak se Mydlica Nováčková sprchovala
- Jak si draci hráli
- Jak se Mydlica Nováčková naučila plavat
- Jak se na plovárně ztrácel vzduch
- Jak získal Horymír titul vzduchoplavčíka
- Jak draci umyli auta
- Jak se plovárna málem potopila
- Jak Sprcholu vzbudila svatojánská muška
- Jak draci provozovali hudbu
- Jak draci stavěli skokanskou věž
- Jak šli draci na brigádu
- Jak byli draci nemocní